# Ma nữ đại chiến
Ma nữ đại chiến (貞子 vs. 伽椰子 Sadako vs. Kayako) là một phim kinh dị siêu nhiên năm 2016 của Nhật Bản do Shiraishi Kōji đạo diễn. Đây là một giao thoa của hai loạt phim Ju-on và The Ring. Bộ phim ban đầu là trích đoạn ý tưởng cho một trò đùa Cá tháng Tư vào ngày 1 tháng 4 năm 2015, nhưng sau đó được xác nhận vào ngày 10 tháng 12 năm 2015 là một phim thực sự. Phim đã được phát hành vào ngày 18 tháng 6 năm 2016 tại Nhật Bản, Bắc Mỹ phát hành vào ngày 26 tháng 1 năm 2017, stream trên Shudder.